# Much

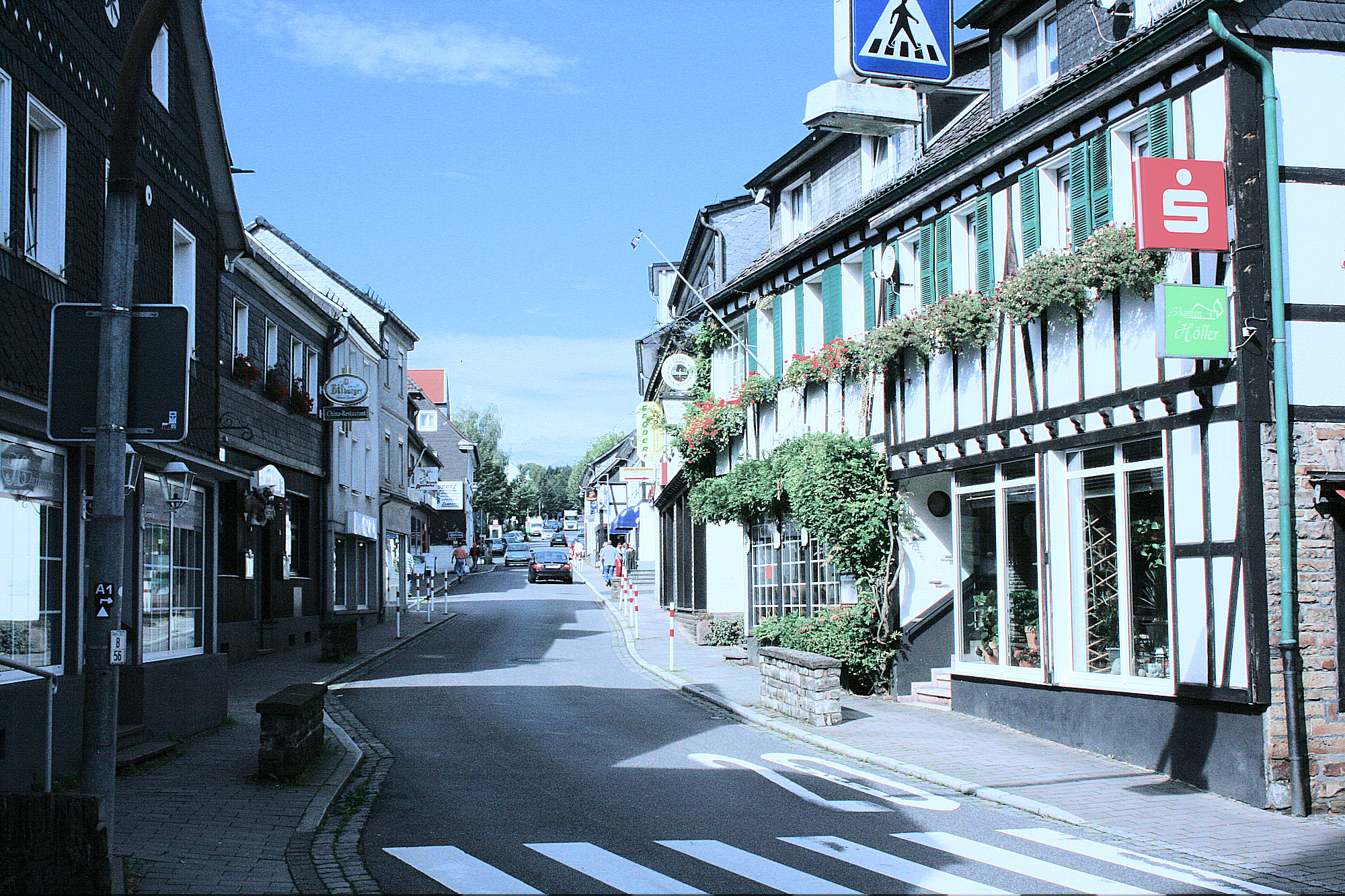
Die zurückgebaute B 56 ist die Mucher Hauptstraße

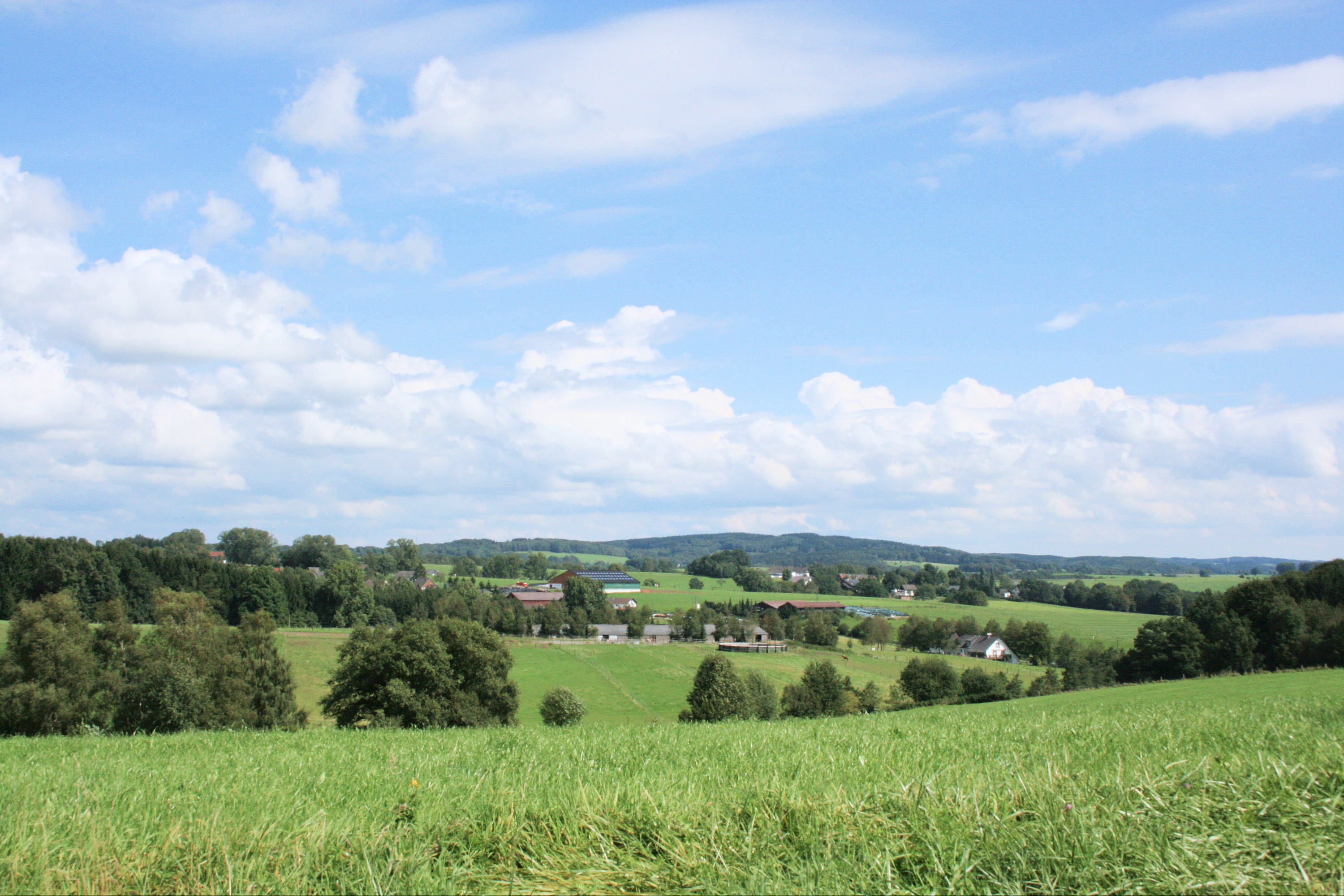
Die Mucher Ortsteile Hohn und Höhnchen

Much ist eine Gemeinde im Rhein-Sieg-Kreis im Süden Nordrhein-Westfalens.

## Geographie

### Geographische Lage
Much liegt mit seinem Kernort im Nordteil des Rhein-Sieg-Kreises jeweils nahe der Grenze zum Oberbergischen Kreis im Nordosten und Rheinisch-Bergischen Kreis im Nordwesten. Im Bergischen Land und Naturpark Bergisches Land befindet es sich östlich von Köln und nordöstlich von Bonn – jeweils knapp 30 km (Luftlinie) entfernt.
Der Wahnbach, in den am östlichen Ortsrand von Much der Gibbinghauser Bach mündet, durchfließt die Hügellandschaft als Sieg-Zufluss, entlang der nordwestlichen und westlichen Mucher Gemeindegrenze verläuft der Agger-Zufluss Naafbach, und entlang der südöstlichen Grenze der Sieg-Zufluss Bröl.

### Nachbargemeinden
Nachbarorte von Much sind Engelskirchen im Norden, Wiehl im Nordosten, Nümbrecht im Osten, Ruppichteroth im Südosten und Süden, Neunkirchen-Seelscheid im Südwesten und Westen und Overath im Westen und Nordwesten.

### Gemeindegliederung
- Much umfasst die Hauptorte Much und Marienfeld sowie 112[2] Ortschaften, Einzelhöfe und Weiler (alphabetisch):

Alefeld, Altenhof, Amtsknechtswahn, Bech, Bennrath, Berghausen, Berzbach, Birken, Birrenbachshöhe, Bitzen, Bövingen, Bröl, Bruchhausen, Büscherhof, Daushof, Derscheid, Eckhausen, Eichhof, Eigen, Engeld, Erlen, Esinghausen, Feld, Gerlinghausen, Gibbinghausen, Hardt, Heckhaus, Heinenbusch, Henningen, Herchenrath, Herfterath, Hetzenholz, Hevinghausen, Hillesheim, Höfferhof, Hoffnungsthal, Höhnchen, Hohn, Hohr, Hündekausen, Huven, Kerzenhöhnchen, Klauserhof, Köbach, Kranüchel, Kreizhof, Kreuzkapelle, Küttensiefen, Leuscherath, Leverath, Löbach, Loßkittel, Markelsbach, Müllerhof, Neßhoven, Neuenhaus, Neverdorf, Niederbech, Niederbonrath, Niederbruchhausen, Niederdreisbach, Niederheiden, Niederheimbach, Niederhof, Niedermiebach, Niederwahn, Növerhof, Oberbitzen, Oberbonrath, Oberbruchhausen, Oberbusch, Oberdorf, Oberdreisbach, Oberdreisbach-Höhe, Oberhausen, Oberheiden, Oberheimbach, Oberholz, Obermiebach, Oberwahn, Ophausen, Ortsiefen, Pillenhof, Reinshagen, Rieserhof, Roßbruch, Roßhohn, Scheid, Scheidhof, Schlichenbach, Schwellenbach, Senschenhöhe, Siefen, Sommerhausen, Springen, Steinhaus, Stompen, Strießhardt, Strünkerhof, Tillinghausen, Todtenmann, Tüschenbonnen, Vogelsangen, Walterscheid, Weeg, Weißenportz, Wellerscheid, Wersch, Werschberg, Wiese, Wohlfarth und Zeche Aachen
- Ehemalige Ortsteile:

Bockem, Breuch, Damm, Großoberholz, Herchenbach, Hirtsiefen, Höllerhof, Höverhof, Huppenhardt, Kleinoberholz, Krahm, Kreuzbruch, Kutzbach, Niederengeld, Niedermarkelsbach, Oberbruch, Oberengeld, Obermarkelsbach, Overbach, Pfaffenscheid, Reichenstein, Rothenkreuz, Scheidt, Scheukausen, Schmerbach, Siefen bei Werschberg, Söntgerath, Steeg und Strunkhausen

## Geschichte
- Um 802 wurde der Sage nach die Burg zu Much erbaut (im Rahmen der rechtsrheinischen Befestigungsstrategie Karls des Großen), was allerdings historisch nicht belegt werden kann.
- Am 31. März 1131 wird Much erstmals urkundlich erwähnt: Papst Innozenz II. bestätigt die Mucher Kirche als Besitz des Stiftes St. Cassius Bonn.
- Vom Mittelalter bis 1806 gehörte Much zum Herzogtum Berg, Amt Windeck, von 1806 bis 1813 zum Großherzogtum Berg, von 1808 bis 1816 zum Kanton Eitorf im Département Sieg.
- Ab 1816 bildete Much eine Bürgermeisterei im Siegkreis des Königreichs Preußen.
- 1942 erfolgte die Deportation von Juden des Rhein-Sieg-Kreises aus dem Internierungs-Sammellager Much (bis 1941 Arbeitsdienstlager, Dienstabteilung 5/213)[4] in verschiedene Konzentrationslager, viele in das KZ Theresienstadt.[5]

### Religion
Much ist katholisch geprägt. Der zum Kreisdekanat Rhein-Sieg-Kreis gehörende Pfarrverband Much umfasst die drei Kirchengemeinden St. Martinus Much, St. Mariä Himmelfahrt Marienfeld und St. Johann Baptist Kreuzkapelle. Außerdem gibt es in Much eine evangelische und eine neuapostolische Kirche sowie einen Königreichssaal der Zeugen Jehovas in Wersch. Einmal jährlich, Anfang Juli zum Fest Mariä Heimsuchung, pilgern einige hundert Mucher zu Fuß in das 150 Kilometer entfernte Werl, um in der dortigen Wallfahrtsbasilika Werl vor dem Gnadenbild zu beten. Der Wallfahrtsbrauch geht auf ein Gelübde aus dem Dreißigjährigen Krieg zurück.
Siehe auch die Liste der Kirchen und Kapellen in Much.

### Einwohnerentwicklung
| Jahr | Einwohner |
| ---- | --------- |
| 1816 | 4.262     |
| 1825 | 4.626     |
| 1828 | 4.688     |
| 1901 | 006.075   |
| 1910 | 006.164   |

| Jahr | Einwohner |
| ---- | --------- |
| 1925 | 5.812     |
| 1933 | 5.516     |
| 1939 | 5.719     |
| 1969 | 7.472     |
| 1979 | 9.611     |

| Jahr | Einwohner |
| ---- | --------- |
| 1991 | 12.351    |
| 2006 | 15.071    |
| 2011 | 14.074    |
| 2013 | 14.130    |
| 2017 | 14.319    |

## Politik

### Gemeinderat
Der Gemeinderat ist die kommunale Volksvertretung der Gemeinde Much. Über die Zusammensetzung entscheiden die Bürger alle fünf Jahre. Die letzte Wahl fand am 13. September 2020 statt.

### Bürgermeister
Am 25. Mai 2014 wurde der Diplom-Verwaltungswirt Norbert Büscher (* 1960) (CDU) mit 56,7 % der Stimmen erstmals zum Bürgermeister gewählt. Er löste damit den seit 1999 amtierenden Bürgermeister Alfred Haas (CDU) ab. Er wurde am 13. September 2020 mit 63,69 % wiedergewählt.

### Wappen
Das Wappen der Gemeinde Much ist in der oberen Hälfte Silber und in der unteren Hälfte Gold. Oben ein schreitender, blau gezungter und bewehrter roter Löwe, unten auf einem grünen Berg ein rot bewehrter schwarzer Hahn, beseitet von je einem blauen Fisch.
Das Wappen beruht auf einem Schöffensiegel des Jahres 1627, das in der Gemeinde gefunden wurde. Deutet der Löwe auf die alte Landesherrschaft der Herzöge von Berg, ist der untere Bildteil auf den Ort zu beziehen. Neben dem Fischreichtum (Forellen) soll mit dem Hahn die Wachsamkeit der Schöffen symbolisiert werden.

### Städtepartnerschaften
- Seit 1976 eine Partnerschaft mit Doullens in Frankreich
- seit 1991 mit Groß Köris in Brandenburg

## Kultur und Sehenswürdigkeiten

### Museen
In Berzbach befindet sich ein Technik&Bauern-Museum.

### Bauwerke
- Die Burg Overbach ist ein als Wasserburg angelegtes Burghaus auf dem Gelände des Golfclubs Much.
- Die Kirche Sankt Martinus entstand bereits im 12. Jahrhundert.

Die Gemeinde Much besitzt darüber hinaus mit insgesamt 221 Wegekreuzen, Kapellen und Heiligenhäuschen aus vier Jahrhunderten eine Vielzahl erhaltenswerter christlicher Kulturgüter. Der alte Ortskern von Much steht als Zone unter Denkmalschutz.

### Sport
Der örtliche Sportverein TSV Much veranstaltet jedes Jahr einen Volkslauf über 10 km und den „Hans Josef Roth Gedächtnislauf“ über 21 km. Darüber hinaus gibt es im TSV die Abteilungen Schwimmen, Badminton, Bogensport, Leichtathletik, Sporttherapie, Tischtennis, Turnen und Volleyball.
Der VfR Marienfeld 1946 e. V. ist ein Fußballverein im Ortsteil Marienfeld der Gemeinde Much. Der Verein umfasst eine eigene Jugendabteilung, Seniorenabteilung und eine alte Herren Abteilung. Außerdem gibt es Gymnastik Angebote.
Der Tennisclub Much – mitten im Zentrum des Ortes gelegen – stellt zahlreiche Medenmannschaften.
Das Wanderwegenetz umfasst rund 110 km Strecke.
Der naturbelassene Golfplatz des Golfclubs „Overbach“ ist in die hügelige und bewaldete Landschaft integriert.

## Regelmäßige Veranstaltungen

### Wochenmarkt
Jeden Donnerstagvormittag findet in Much ein kleiner Wochenmarkt statt.

### Mucher Heufresser-Tage
Seit 2006 finden alle zwei Jahre im Sommer die „Heufresser-Wettkämpfe“ im Ortszentrum von Much statt. Dort treten verschiedene Dorfgemeinschaften, Vereine und andere Teams gegeneinander an. Seit 2009 findet im Rahmen der Wettkämpfe auch ein Heuwagenrennen statt.
Die Bezeichnung „Heufresser“ bezieht sich auf eine Mucher Überlieferung: Der Pfarrer wettete gegen den Bürgermeister und den Arzt von Much, dass Ersterer die gläubigen Bürger dazu bringen könnte, Heu zu essen. Als er in der Messe dann behauptete, es handele sich beim Heu in seiner Hand um Heilkräuter, die vor Seuchen und sogar dem Fegefeuer schützen, aßen die Kirchgänger das Heu. Damit gewann der Pfarrer die Wette.

### Mucher Weihnachtsmarkt
Am ersten Adventswochenende findet der Mucher Weihnachtsmarkt auf dem Kirchplatz um die St.-Martinus-Kirche und im Ortskern von Much statt. Im Jahr 2011 feierte Much 30 Jahre Weihnachtsmarkt.

## Verkehr
Much wird von der B 56, der Zeithstraße und der Landesstraße 312 durchzogen und die nächste Autobahnanschlussstelle liegt nördlich an der A 4.
In der Gemeinde waren am 1. Januar 2018 12.537 Kraftfahrzeuge zugelassen, darunter 9.823 Pkw.
In Much gilt für den öffentlichen Personennahverkehr der Tarif des Verkehrsverbundes Rhein-Sieg (VRS), Linienbusverkehre existieren unter anderem nach Overath, nach Neunkirchen-Seelscheid und nach Siegburg.

## Bildung
- Schulzentrum Much, Schulstraße (Gesamtschule)
- Gemeinschaftsgrundschule, Klosterstraße
- Gemeinschaftsgrundschule Marienfeld, Dorfstraße

## Persönlichkeiten
- Karl Robert Rosenthal (1862–1916), Kirchenmaler, in Much geboren.
- Josef Jacobs (1894–1978), mit 47 Luftsiegen einer der erfolgreichsten deutschen Jagdflieger des Ersten Weltkriegs.
- Josef Kreuzer (1907–1958), Jurist, Gestapo-Leiter in Münster und NS-Verbrecher, geboren in Much-Hevinghausen.
- Heinrich Böll (1917–1985), wohnte 1944/45 als Kriegsflüchtling in Much-Marienfeld und -Neßhoven, in Marienfeld wurde einer seiner Söhne beigesetzt.
- Carl August Lückerath (* 1936), Historiker und Geschichtsdidaktiker, in Much geboren.
- Bruno H. Reifenrath (1936–2015), Pädagoge, lebte in Much.
- Rainer Braun (* 1940), Sportjournalist, lebt in Much.
- Ulli Potofski (1952–2025), Sportmoderator, lebte in Much.
- Werner Bonrath (* 1959), Chemiker
- Guildo Horn (* 1963), Schlagersänger, Moderator und Schauspieler, lebt mit seiner Familie in Much.
- Henry Maske (* 1964), Boxer, lebte in Much.
- Ingeborg Scheerer, Violinistin, lebt in Much.
- Maxim Pecheur (* 1970), Jockey, lebt in Much